# Nombre heptagonal

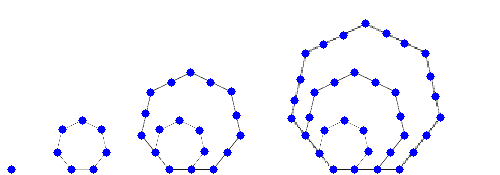
Les cinq premiers nombres heptagonaux sont 1, 7, 18, 34 et 55.

En mathématiques, un nombre heptagonal est un nombre figuré qui peut être représenté par un heptagone. Pour tout entier n ≥ 1, le n-ième nombre heptagonal est donc
Les dix premiers nombres heptagonaux sont 1, 7, 18, 34, 55, 81, 112, 148, 189 et 235 (pour les 1 000 premiers, voir la suite A000566 de l'OEIS).
La parité des nombres heptagonaux suit le modèle impair-impair-pair-pair. Comme les nombres carrés, les nombres heptagonaux ne peuvent être congrus modulo 9 qu'à  0, 1, 4 ou 7.
Pour tout n ≥ 1, 5P7,n + 1 est le (5n – 2)-ième nombre triangulaire.